# Morgoth (banda)
Morgoth foi uma banda alemã de death metal formada em 1987 em Meschede, por Rüdiger Hennecke e Carsten Otterbach.

## História
Originalmente, o nome Cadaverous Smell era usado pela banda e desempenhavam um estilo grindcore/noise. Quando Harry Busse juntou-se a banda, eles a renomearam para Minas Morgul. Em 1987, mudaram o nome para Morgoth quando o cantor e baixista Marc Grewe juntou-se a banda. O nome foi derivado da personagem fictícia Melkor criada por J.R.R. Tolkien. Eles lançaram a demo de quatro faixas Pits of Utumno em 1988, o que acabou levando a banda a assinar com a Century Media.
Em 1989, lançam sua segunda demo Resurrection Absurd, com vinte e quatro faixas de estúdio, que foi lançada pela Century Media como EP no mesmo ano. A banda então excursionou pela Alemanha com as bandas Pestilence e Autopsy. The Eternal Fall foi gravado logo após o término da turnê, que foi rapidamente seguido por uma segunda turnê com o Demolition Hammer e Obituary.
Em fevereiro de 1991, o primeiro álbum completo foi gravado nos estúdios Woodhouse, intitulado Cursed. Para promover o álbum, a banda acompanha o Kreator e Biohazard em uma turnê pelos Estados Unidos, e uma outra com Immolation e Massacre pela Europa. A maior parte da banda muda-se para Dortmund. Em seguida, o Morgoth faz uma pausa e regressam em 1993 com o álbum Odium. Mais turnês surgiram, com Tankard, Unleashed e Tiamat. No entanto a maioria dos membros da banda começaram a perder interesse em uma carreira ativa na música e aventuram-se em outras direções.
Eventualmente um terceiro álbum foi gravado, Feel Sorry for the Fanatic, incorporado com mais influências de música industrial. Uma turnê seguiu ao lançamento do álbum, com Die Krupps e Richthofen. A banda se separa em 1998. Hoje eles são considerados como uma das mais influentes bandas da cena old school death metal alemã.
Em 24 de maio de 2018, a banda anunciou que entraria em hiato após sua apresentação em 8 de junho no Chronical Moshers Open Air na Alemanha.

## Membros
- Marc Grewe - vocal, baixo
- Harold Busse - guitarra
- Carsten Otterbach - guitarra
- Sebastian Swart - baixo
- Rüdiger Hennecke - bateria/teclado
- Markus Freiwald

## Discografia

### Álbuns de estúdio
- 1988 - Pits of Utumno (demo)
- 1991 - Cursed
- 1993 - Odium
- 1996 - Feel Sorry for the Fanatic
- 2015 - Ungod

### EPs
- 1989 - Resurrection Absurd
- 1990 - The Eternal Fall

### Coletânea
- 2005 - 1987-1997: The Best of Morgoth